# Judo ai Giochi della XXI Olimpiade
Il judo alle Olimpiadi estive del 1976 si è svolto nel Velodromo Olimpico di Montréal dal 26 al 31 luglio 1976.
A quest'edizione parteciparono 178 atleti, il programma prevedeva sei categorie, tutte riservate agli uomini.

## Podi
| Evento            | Oro               | Argento            | Bronzo                             |
| 63kg (dettagli)   | Hector Rodríguez  | Chang Eun-Kyung    | Felice Mariani József Tuncsik      |
| 70kg (dettagli)   | Vladimir Nevzorov | Koji Kuramoto      | Marian Talaj Patrick Vial          |
| 80kg (dettagli)   | Isamu Sonoda      | Valerij Dvojnikov  | Slavko Obadov Park Young-Chul      |
| 93kg (dettagli)   | Kazuhiro Ninomiya | Ramaz Harshiladze  | Jürg Röthlisberger David Starbrook |
| + 93kg (dettagli) | Serhij Novikov    | Günther Neureuther | Allen Coage Sumio Endō             |
| Open (dettagli)   | Haruki Uemura     | Keith Remfry       | Cho Jea-ki Šota Čočišvili          |

## Medagliere
| Pos.   | Nazione          | Oro | Argento | Bronzo | Totale |
| ------ | ---------------- | --- | ------- | ------ | ------ |
| 1      | Giappone         | 3   | 1       | 1      | 5      |
| 2      | Unione Sovietica | 2   | 2       | 1      | 5      |
| 3      | Cuba             | 1   | 0       | 0      | 1      |
| 4      | Corea del Sud    | 0   | 1       | 2      | 3      |
| 4      | Regno Unito      | 0   | 1       | 1      | 2      |
| 4      | Germania Ovest   | 0   | 1       | 0      | 1      |
| 7      | Francia          | 0   | 0       | 1      | 1      |
| 7      | Ungheria         | 0   | 0       | 1      | 1      |
| 7      | Italia           | 0   | 0       | 1      | 1      |
| 7      | Polonia          | 0   | 0       | 1      | 1      |
| 7      | Svizzera         | 0   | 0       | 1      | 1      |
| 7      | Stati Uniti      | 0   | 0       | 1      | 1      |
| 7      | Jugoslavia       | 0   | 0       | 1      | 1      |
| Totale | Totale           | 6   | 6       | 12     | 24     |